# Vriesea pastuchoffiana
Vriesea pastuchoffiana är en gräsväxtart som beskrevs av Auguste François Marie Glaziou och Carl Christian Mez. Vriesea pastuchoffiana ingår i släktet Vriesea och familjen Bromeliaceae. Inga underarter finns listade i Catalogue of Life.